# Gioventù Nazionale
La Gioventù Nazionale (GN) è l'organizzazione giovanile di Fratelli d'Italia, attiva nelle scuole superiori e nelle università rispettivamente tramite Azione Studentesca e Azione Universitaria. Fondata nel 2014, è stata al centro di controversie politiche e mediatiche a causa dell'orientamento di estrema destra di alcuni suoi militanti e dirigenti.
Dal 2014 Gioventù Nazionale organizza annualmente la manifestazione di Atreju, divenuta la principale manifestazione annuale del partito.

## Storia
Creata e fondata il 5 maggio 2014, riunisce giovani tra i 14 e i 32 anni. Il suo presidente fa parte di diritto dell'esecutivo nazionale di Fratelli d'Italia.
Fin dalla fondazione Gioventù Nazionale organizza annualmente la festa di Atreju, fondata da Giorgia Meloni (all'epoca dirigente di Azione Giovani) nel 1998. Saltuariamente viene svolta nel mese di giugno anche un'altra festa denominata Fenix.
Il primo presidente dell'organizzazione è stato Marco Perissa, già dirigente di Azione Giovani e di Giovane Italia, di cui è stato anche presidente. Nel settembre 2017 si è svolto il congresso nazionale del movimento giovanile che ha eletto presidente Fabio Roscani.

### Legame col fascismo e l'estrema destra
Nel giugno 2024, Fanpage.it ha pubblicato un'indagine sotto copertura nella sezione romana dell'organizzazione, in cui membri della Gioventù Nazionale sono stati filmati mentre scandivano slogan fascisti, cantavano canzoni fasciste e facevano saluti gladiatori. È stato riferito che tali azioni sono state incoraggiate privatamente all'interno dell'organizzazione, ma anche scoraggiate in pubblico per evitare di essere scoperte dai media. La pubblicazione dell'inchiesta ha portato a diverse reazioni pubbliche, tra cui quella di Eric Mamer, il portavoce principale della commissaria europea Ursula von der Leyen, che ha condannato l'uso del simbolismo fascista da parte dell'organizzazione, e quella degli esponenti dell'opposizione, come Elly Schlein e Nicola Fratoianni, che hanno chiesto spiegazioni al Presidente del Consiglio Meloni.
Gioventù Nazionale inoltre condivide la propria sede di Firenze con Casaggì, un centro sociale di estrema destra, che in passato ha collaborato con gruppi come Casapound e LealtàAzione. La sede è decorata da ritratti e frasi, tra gli altri, di Alessandro Pavolini, segretario del Partito Fascista Repubblicano, Léon Degrelle, Corneliu Codreanu, Robert Brasilach, Julius Evola, ma anche Eva Perón, Giulio Cesare e Che Guevara. Nella sede romana di GN sono rappresentati invece i ritratti di Evola, Ettore Muti e Italo Balbo, assieme alla scritta "X MAS". Balbo è stato commemorato anche dal segretario dell'organizzazione, Roscani, che si è anche fatto ritrarre davanti a poster del ras ferrarese. In altre occasioni sempre Roscani è apparso con magliette con slogan come "Vivere l'idea, essere l'idea", tratto da una canzone neonazista denominata Giuramento ideale dei Legionari SS, ripresa anche da sezioni locali di GN.

## Simbolo
Il simbolo di Gioventù Nazionale rappresenta una mano che sventola un fazzoletto tricolore. Il simbolo riprende quello di Azione Giovani e del Fronte della Gioventù, sostituendo però la fiamma col fazzoletto.

## Presidenti
- Marco Perissa (5 maggio 2014 – 1° gennaio 2017)
- Fabio Roscani (1° gennaio 2017 – in carica)